# Volodímir Bileka
Volodímir Bileka (en ucraïnès Володимир Білека; Drohóbytx, Província de Lviv, 6 de febrer de 1979) és un ciclista ucraïnès, que fou professional des del 2003 fins al 2012. La seva victòria més important la va aconseguir a la Rothaus Regio-Tour de 2003.
A finals de 2008 va ser sancionat amb dos anys per un control positiu de EPO. El 2012 va tornar a donar positiu en Pseudoefedrina amb una suspensió de quatre anys, que va comportar la fi de la seva carrera esportiva.

## Palmarès
- 2001
  - Vencedor d'una etapa a la Volta a Turíngia
- 2002
  - 1r al Poreč Trophy 1
- 2011
  - 1r al Challenge del Príncep-Trofeu de l'Aniversari

### Resultats al Giro d'Itàlia
- 2002. Abandona
- 2003. 58è de la classificació general
- 2004. 50è de la classificació general
- 2005. 91è de la classificació general
- 2007. 47è de la classificació general